# Laurent Dubreuil (schaatser)
Laurent Dubreuil (25 juli 1992) is een Canadees langebaanschaatser die zich specialiseert in de 500 meter en 1000 meter en wordt gecoacht door Gregor Jelonek. Zijn ouders waren beide ook actief in het langebaanschaatsen (moeder op OS 1988, vader op OS 1992).

## Biografie

### Seizoen 2009/2010
Bij het WK junioren 2010 liep Dubreuil op vier duizendste van een seconde een medaille mis op de 1000 meter.

### Seizoen 2010/2011
Dubreuil reed ook dit jaar het WK junioren waarbij hij zilver won op de 500 meter en zesde werd op de 1000 meter.

### Seizoen 2011/2012
In het seizoen 2011/2012 werd Dubreuil bij de Canadese afstandskampioenschappen 5e op de 1500 meter, 6e op de 1000 meter en 4e op de 500 meter. Hierdoor mocht hij wereldbekerwedstrijden rijden op de 500 meter. Op 21 januari 2012 won hij bij zijn wereldbekerdebuut in Salt Lake City de B-groep, waarna hij een dag later een tijd van 34,66 op de 500 meter op de klokken zette, goed voor een vierde plek en bovendien was deze tijd een wereldrecord junioren.
In zijn laatste jaar bij de junioren werd Dubreuil wereldkampioen op de 500 meter. Na de diskwalificatie van de op doping betrapte Pavel Koelizjnikov kwam daar ook nog brons op de 1000 meter bij. Hij sloot het seizoen af met een 11e plaats op de 500 meter bij WK afstanden.

### Seizoen 2012/2013
In het seizoen 2012/2013 werd Dubreuil tweede bij de Canadese afstandskampioenschappen op de 1000 meter. Op Canadese afstandskampioenschappen werd hij ook derde op 500 meter. Op 20 januari 2013 won hij de 500 meter in Calgary opnieuw de B-divisie in de wereldbeker, na een dag eerder vierde te zijn geworden in diezelfde B-groep.
Hij werd in januari 2013 13e op de WK sprint.

## Records

### Persoonlijke records
| Afstand      | Tijd     | Datum             | Baan           |
| ------------ | -------- | ----------------- | -------------- |
| 500 meter    | 33,77    | 10 december 2021  | Calgary        |
| 1000 meter   | 1.06,76  | 15 februari 2020  | Salt Lake City |
| 1500 meter   | 1.47,19  | 20 maart 2011     | Calgary        |
| 3000 meter   | 4.03,25  | 15 september 2012 | Calgary        |
| 5000 meter   | 7.14,40  | 17 november 2009  | Calgary        |
| 10.000 meter | 17.17,66 | 7 december 2008   | Quebec         |

### Wereldrecords
| Nr.  | Afstand              | Tijd  | Datum           | Baan           |
| ---- | -------------------- | ----- | --------------- | -------------- |
| jr1. | 500 meter (junioren) | 34,66 | 22 januari 2012 | Salt Lake City |

## Resultaten
| Jaar | NK Afstanden                 | WK Afstanden                    | WK Sprint                | Olympische Spelen  | Wereldbeker         | WK Junioren                    |
| ---- | ---------------------------- | ------------------------------- | ------------------------ | ------------------ | ------------------- | ------------------------------ |
| 2010 |                              |                                 |                          |                    |                     | 4e 500 m · 1000 m · 31e 1500 m |
| 2011 | 15e 500 m 13e 1000 m         |                                 |                          |                    |                     | 500 m · 6e 1000 m · 22e 1500 m |
| 2012 | 4e 500 m 6e 1000 m 5e 1500 m | 11e 500 m                       |                          |                    |                     | 500 m · 1000 m · 12e 1500 m    |
| 2013 | 500 m · 1000 m ·             | 9e 500 m                        | 13e (14e, 17e, 19e, 16e) |                    | 23e 500 m 37e 1000m |                                |
| 2014 |                              |                                 | 9e (9e, 13e, 4e, 13e)    |                    | 27e 500 m 0P 1000m  |                                |
| 2015 | 500 m · 1000 m ·             | 500m                            | 8e · (, 13e, 16e, 11e)   |                    | 500 m               |                                |
| 2016 |                              |                                 | 16e (16e, 15e, 17e, 20e) |                    | 9e 500 m 46e 1000m  |                                |
| 2017 |                              | 9e 500 m 8e 1000 m              | 6e (4e, 10e, 8e, 6e)     |                    | 9e 500 m 15e 1000m  |                                |
| 2018 |                              |                                 | 12e · (10e, 17e, , 14e)  | 18e 500m 25e 1000m | 14e 500m            |                                |
| 2019 |                              | 14e 500 m 13e 1000 m            | 12e (10e, 13e, 7e, 12e)  |                    | 11e 500 m 15e 1000m |                                |
| 2020 |                              | 6e 500 m · 1000 m ·             | · (, 5e, , )             |                    | 500 m · 1000m       |                                |
| 2021 |                              | 500 m · 1000 m ·                |                          |                    | 500 m · 4e 1000m    |                                |
| 2022 |                              |                                 | NS3 · (, , -, -)         | 4e 500m · 1000m    | 500 m · 7e 1000m    |                                |
| 2023 |                              | 500 m · 11e 1000 m · teamsprint |                          |                    | 500 m · 1000m       |                                |
| 2024 |                              | 500m · 4e 1000m · teamsprint    | · (, 6e, , 17e)          |                    | 500 m · 23e 1000m   |                                |
| 2025 |                              | 4e 500m 5e 1000m 6e teamsprint  |                          |                    | 500 m · 9e 1000m    |                                |